# Liste der Bodendenkmäler in Mömlingen
Auf dieser Seite sind die Bodendenkmäler in der unterfränkischen Gemeinde Mömlingen zusammengestellt. Diese Tabelle ist eine Teilliste der Liste der Bodendenkmäler in Bayern. Grundlage ist die Bayerische Denkmalliste, die auf Basis des Bayerischen Denkmalschutzgesetzes vom 1. Oktober 1973 erstmals erstellt wurde und seither durch das Bayerische Landesamt für Denkmalpflege geführt wird. Die folgenden Angaben ersetzen nicht die rechtsverbindliche Auskunft der Denkmalschutzbehörde.

## Bodendenkmäler der Gemeinde Mömlingen

### Bodendenkmäler in der Gemarkung Mömlingen
| Lage                 | Objekt | Akten-Nr.     | Bild |
| -------------------- | --- | ------------- | ---- |
| Mömlingen (Standort) | Bestattungsplatz der Hallstattzeit und der Merowingerzeit. | D-6-6120-0058 |      |
| Mömlingen (Standort) | Bestattungsplatz mit Grabhügeln vorgeschichtlicher Zeitstellung mit Gräbern der Schnurkeramik, der mittleren Bronzezeit, der Hallstattzeit und der älteren Latènezeit. | D-6-6120-0059 |      |
| Mömlingen (Standort) | Bestattungsplatz mit Grabhügeln vorgeschichtlicher Zeitstellung. | D-6-6120-0061 |      |
| Mömlingen (Standort) | Villa rustica der römischen Kaiserzeit. | D-6-6120-0063 |      |
| Mömlingen (Standort) | Villa rustica der römischen Kaiserzeit. | D-6-6120-0064 |      |
| Mömlingen (Standort) | Siedlung der Linearbandkeramik sowie Bestattungsplatz mit verebneten Grabhügeln vorgeschichtlicher Zeitstellung.                                                       | D-6-6120-0066 |      |
| Mömlingen (Standort) | Körpergräber des frühen Mittelalters. | D-6-6120-0095 |      |
| Mömlingen (Standort) | Bestattungsplatz mit Grabhügeln vorgeschichtlicher Zeitstellung. | D-6-6120-0114 |      |
| Mömlingen (Standort) | Landwehr des späten Mittelalters und der frühen Neuzeit. | D-6-6120-0115 |      |
| Mömlingen (Standort) | Spätmittelalterliche und frühneuzeitliche Wüstung Hausen hinter der Sonne.                                                                                             | D-6-6120-0116 |      |
| Mömlingen (Standort) | Archäologische Befunde im Bereich der frühneuzeitlichen alten katholischen Pfarrkirche St. Martin von Mömlingen mit mittelalterlichem Vorgängerbau.                    | D-6-6120-0134 |      |
| Mömlingen (Standort) | Bestattungsplatz mit Grabhügeln vorgeschichtlicher Zeitstellung. | D-6-6120-0153 |      |
| Mömlingen (Standort) | Bestattungsplatz mit Grabhügeln vorgeschichtlicher Zeitstellung. | D-6-6120-0154 |      |